# Хатты (Анатолия)
Хатты — народ, населявший страну Хатти в центральной и юго-восточной части Анатолии (нынешняя Турция) в период 2500—2000/1700 г. до н. э. в эпоху раннего и среднего бронзового века. Название страны и народа позднее унаследовали покорившие их хетты, которые относились к другой языковой семье (индоевропейской).

## Царство Хатти
Древнейшее название Анатолии, «страна Хатти», впервые встречается на клинописных табличках из Месопотамии периода Аккадской династии (около 2350—2150 гг. до н. э.). На этих табличках ассирийские торговцы обращались за помощью к аккадскому царю Саргону. Такое название страны, согласно ассирийским хроникам, использовалось в течение 1500 лет до примерно 630 года до н. э.
Термин «протохетты», который ранее использовался как синоним термина «хатты», является неверным, поскольку хетты всего лишь занимали ту же территорию, где ранее обитали хатты, однако хетты были индоевропейским народом, этнически и лингвистически отличным от хаттов. Несмотря на это, хетты продолжали использовать по отношению к своей стране название «страна Хатти», и ассимилировали хаттское население.
Хатты, возможно, были связаны по языку и происхождению с народом халды.
Хатты были организованы в теократические города-государства и небольшие царства (княжества). Даже по мере их постепенного завоевания хеттами, начиная с 2200 года до н. э., хатты всё ещё составляли значительную часть местного населения.

## Цари, вожди
До нас дошли имена лишь некоторых царей хаттов, а именно:
- Нурдагал (Nurdaggal) (ок. 2300 г. до н. э.) — царь Хатти, с которым воевал Саргон Древний[2],
- Памба (ок. 2300 г. до н. э.) — царь, с которым воевал Нарам-Суэн (преемник Саргона)[2],
- Пиюсти (Пийушти, Пиусти) (ок. 1800 г. до н. э.) — царь, войска которого разбил Аннита[2][3]

## Города хаттов
Хатты населяли несколько городов-государств (княжеств), в том числе :
- Аринна — главный священный город, город богини Солнца — «Вурусему»
- Пурусханда — упоминаемая в событиях 2400 года до н. э. и позже;
- город с неустановленным названием раскопанный в более раннем слое раскопок в Аладжа-Хююк;
- Нерик — город где поклонялись богу Грозы.

## Религия
В связи с тем, что в хеттской религии часто встречаются ритуальные фразы на хаттском языке, историки считают, что большинство хеттских божеств было заимствовано от хаттов. Возможно, хаттское происхождение также имеет хеттская легенда о Тешубе и Иллуянке.
К западу от хурритских городов, была группа значительных городов, из которых наиболее известный — Туванува (классическая Тиана) в которых чтили бога Грозы (возможно под пока не известным нам именем), его супруга выступает не под именем Хебат, а под такими именами, как Сахассара, Хувассана, Тасими. Здесь, по-видимому, также почитали бога хаттов Вурункатти («царь страны»), который упоминается под именем шумерского бога войны Забабы. К северу от Туванувы, находилась родина хаттов. Город Аринна был главным священным городом (точное место пока не известно, но известно, что на расстоянии однодневного перехода от Хаттусы (столицы). Центральным (главным) божеством в Аринне была богиня Солнца Вурусему. Бог Грозы (её супруг) был на втором месте. Далее следуют дочери Мецулла и Хулла, затем внучка Цинтухи. К востоку, по-видимому, находился город Нерик — следующий центр поклонения богу Грозы. Бог Телепину — скорее всего бог землепашцев (из мифа об исчезнувшем боге).
По-видимому, в городах Сариссе и Карахне, был культ бога «Провидения», встречающегося в текстах под титулом «Покровительствующий дух» (или возможно это бог деревни, или «дитя полей»), у которого священным животным был олень (имеются изображения его стоящим на олене с зайцем и соколом в руке).
Культ оленя. Данный культ был распространенным и очень древним (фигурки оленей обнаружены в могилах III тыс. до н. э.). Известно много имен хаттских божеств, но иной информации нет.

## Хаттский язык
Вероятно, что хатты были бесписьменной культурой. Отдельные слова и фразы хаттского языка записаны последующей культурой, хеттами, то есть сведения о языке хаттах дошли до нас через косвенные источники, через письменные памятники соседних культур. Для торговли с Месопотамией правители хаттов, по-видимому, обращались к услугам писцов, писавших на аккадском языке.
Отдельные фразы ритуального характера на хаттском языке сохранились в хеттской записи, иногда сопровождённые приблизительным переводом. Исчезновение языка из разговорного обихода за несколько веков до данных записей стало причиной того, что хетты не всегда понимали их смысл, в отдельных случаях лингвисты даже предполагают неверное словоделение.
Нескольким лингвистам (Э. Форрер, Э. Ларош, И. М. Дунаевская и А. Камменхубер) удалось выяснить грамматическую структуру хаттского языка, и по их выражению — «она являет черты разительного структурного сходства с северо-западными кавказскими языками (абхазо-адыгскими)», а лингвистические исследования Г. А. Меликишвили и Г. Г. Гиоргадзе также делают вероятным близкое родство хаттского с языком касков.

## Антропология
Хатты и хетты внешне заметно отличались друг от друга. Египетские хронисты, описывавшие битву при Кадеше, упоминают длинноносых солдат Хатти, в то время как хеттские правители выглядели иначе, о чём писал турецкий археолог Экрем Акургал.
Скорее всего хатты имели понтийский подтип.

Э. Акургал считает, что «хатты всё ещё составляли значительную часть населения в хеттский период».  Статуэтка из золота и серебра, изображающая хаттскую женщину с длинным носом, представлена в Музее анатолийских цивилизаций в Анкаре. Она была найдена в Хасаноглане и датируется около 2000 г. до н. э. По поводу статуэтки Акургал пишет:
«Это шедевр хаттского искусства. Крупный „римский нос“ статуэтки из Хасаноглана отражает этнический тип жителей Анатолии того времени».